# Хасса бинт Ахмед ас-Судайри
Ха́сса бинт Ахме́д ибн Муха́ммед ас-Судайри́ (араб. حصة بنت أحمد بن محمد السديري‎; 1 января 1900 — 1 января 1969, Эр-Рияд, Саудовская Аравия) — одна из жён первого короля Саудовской Аравии — Абдул-Азиза ибн Абдуррахмана Аль Сауда и мать так называемой «Семёрки Судайри», включая короля Фахда и короля Салмана.

## Происхождение
Родилась 1 января 1900 года в Эр-Рияде. Происходила из влиятельной семьи ас-Судайри из Неджда. Этот род является частью сильного племени Давасир . Мать короля Абдул-Азиза, Сарах ас-Судайри, также была членом семьи ас-Судайри.
Отец Хассы, Ахмед ибн Мухаммед ас-Судайри (1869—1936), был лидером клана ас-Судайри и одним из первых сторонников короля Абдул-Азиза в его стремлении объединить Аравию под своей властью. После образования Саудовской Аравии её отец занимал посты губернатора в провинциях Вашм, Судаир, Кассим и Афрадж. Её братья также были назначены от имени короля Абдель-Азиза губернаторами: Турки ибн Ахмед был губернатором провинции Асир; Азиз ибн Ахмед — ныне упразднённых провинций Кураият-аль-Милх и Вади-Сирхан, Халид ибн Ахмед — провинции Табук, Мухаммед ибн Ахмед — Северной провинции, Абдул Рахман ибн Ахмед — Эль-Джауфа и Мусаид ибн Ахмед — провинции Джизан. Халид ибн Ахмед занимал пост губернатора провинции Наджран и министра сельского хозяйства.

## Ранняя биография и брак
Хасса ибн Ахмед родилась в 1900 году. Абдул-Азиз женился на ней дважды. Первый брак был заключён в 1913 году, когда ей было 13 лет. Она была его двоюродной племянницей и стала 8-й женой. В 1920 году они заключили повторный брак. В период между этими браками Хасса бинт Ахмед была замужем за младшим сводным братом Абдул-Азиза — Мухаммадом ибн Абдуррахманом. Хасса родила от него сына, Абдуллу ибн Мухаммада.
Предполагается, что Ибн Сауд продолжал любить Хассу и по этой причине заставил своего сводного брата развестись с ней, чтобы вновь жениться на Хассе. Хасса и Абдул-Азиз оставались в браке вплоть до смерти короля в 1953 году.

### Дети
У Хассы бинт Ахмед и короля Абдул-Азиза было много детей, семеро из которых были сыновьями. Ни одна другая супруга короля Абдул-Азиза не подарила ему сыновей больше Хассы ас-Судайри. Благодаря этому и согласно арабской традиции она занимала особое почётное место при дворе и была известна как «мама мальчиков».
Их общие сыновья стали известны как Семёрка ас-Судайри (араб. عائلةالسديري‎).
Дети короля Абдул-Азиза и Хассы бинт Ахмед:
- Саад
- Фахд (1921—2005), пятый король Саудовской Аравии (13 июня 1982 года — 1 августа 2005 года)
- Лулувах бинт Абдулазиз (ок. 1928 — 2008)
- Султан ибн Абдул-Азиз (1928—2011)
- Абдуррахман ибн Абдул-Азиз (1931—2017)
- Наиф ибн Абдул-Азиз (1933—2012)
- Турки ибн Абдул-Азиз (1934—2016)[20]
- Салман (род. 1935), седьмой и нынешний король Саудовской Аравии (с 23 января 2015 года)
- Ахмед ибн ибн Абдул-Азиз (род. 1942)
- Латифа бинт Абдул-Азиз (умерла в сентябре 2024 года)[21]
- Аль-Джавхара бинт Абдул-Азиз (умерла в 2023 году)[22]
- Джавахир бинт Абдул-Азиз (умерла в июне 2015 года)[23].

Две её дочери вышли замуж за сыновей Абдаллаха ибн Абдуррахмана, младшего брата короля Абдулазиза: Аль-Джавхара бинт Абдул-Азиз стала женой Халида ибн Абдаллаха, а Джавахир бинт Абдул-Азиз — Мухаммада ибн Абдуллаха. Сыном Лулувах бинт Абдулазиз является Абдуллах ибн Фейсал ибн Турки.

## Личность
Помимо почёта к ней как матери семерых сыновей, она также имела репутацию красивой, обаятельной и незаурядной женщины. Она пользовалась влиянием при дворе, пыталась привить своим сыновьям чувство единства. Кроме того, Хасса оказывала влияние и на некоторые решения короля Абдул-Азиза. Так, благодаря ей, король включил принца Фахда в королевский консультативный совет.
Бандар ибн Султан Аль Сауд описывал свою бабушку как личность, сочетавшую в себе качества Маргарет Тэтчер и матери Терезы. Он отмечал её религиозность и сильную волю.

## Смерть
Хасса бинт Ахмед умерла в 1969 году в возрасте 69 лет.